# منطقه نیترا
منطقه نیترا (به لاتین: Nitra Region) یک منطقه در کشور اسلواکی است که شهر نیترا مرکز آن است.

## خصوصیات
منطقه نیترا ۶٬۳۴۳٫۹۴ کیلومترمربع مساحت و ۶۸۹٬۸۶۷ نفر جمعیت دارد.